# Чемпионат мира по фехтованию 2002
Чемпионат мира по фехтованию в 2002 году проходил с 18 по 23 августа в Лиссабоне (Португалия), в спортивном комплексе «Атлантика».

## Общий медальный зачёт
| Место | Страна           | Золото | Серебро | Бронза | Всего |
| ----- | ---------------- | ------ | ------- | ------ | ----- |
| 1     | Россия           | 6      | 2       | 1      | 9     |
| 2     | Франция          | 1      | 3       | 1      | 5     |
| 3     | Германия         | 1      | 2       | 2      | 5     |
| 4     | Венгрия          | 1      | 1       | 2      | 4     |
| 5     | Италия           | 1      | 1       | 1      | 3     |
| 6     | Китай            | 1      | 0       | 2      | 3     |
| 6     | Республика Корея | 1      | 0       | 2      | 3     |
| 8     | Азербайджан      | 0      | 1       | 1      | 2     |
| 9     | Польша           | 0      | 1       | 1      | 2     |
| 10    | Эстония          | 0      | 1       | 0      | 1     |
| 11    | Румыния          | 0      | 0       | 3      | 3     |
| 12    | Беларусь         | 0      | 0       | 1      | 1     |
| 12    | Испания          | 0      | 0       | 1      | 1     |
| Всего | Всего            | 12     | 12      | 18     | 42    |

## Медалисты

### Мужчины
| Дисциплина                  | Золото                                                                            | Серебро                                                                       | Бронза                                                                                     |
| --------------------------- | --------------------------------------------------------------------------------- | ----------------------------------------------------------------------------- | ------------------------------------------------------------------------------------------ |
| Шпага Личное первенство     | Павел Колобков                                                                    | Фабрис Жанне                                                                  | Ку Гё Дон                                                                                  |
| Шпага Личное первенство     | Павел Колобков                                                                    | Фабрис Жанне                                                                  | Виталий Захаров                                                                            |
| Шпага Командное первенство  | Франция · Фабрис Жанне · Юг Обри · Бенуа Жанвье · Жан-Мишель Люсене               | Россия · Павел Колобков · Сергей Кочетков · Алексей Селин · Вячеслав Селин    | Республика Корея · Ку Гё Дон · Ким Джон Гван · Ли Сан Ёп · Ян Нве Сон                      |
| Рапира Личное первенство    | Симоне Ванни                                                                      | Андре Весельс                                                                 | Пётр Кельпиковский                                                                         |
| Рапира Личное первенство    | Симоне Ванни                                                                      | Андре Весельс                                                                 | У Ханьсюн                                                                                  |
| Рапира Командное первенство | Германия · Ральф Бисдорф · Петер Йоппих · Ларс Шахе · Андре Весельс               | Франция · Брис Гияр · Лоик Аттели · Жан-Ноэль Феррари · Франк Буаден          | Испания · Хавьер Менендес · Луис Капльиуре · Хосе Франсиско Герра · Хавьер Гарсия Дельгадо |
| Сабля Личное первенство     | Станислав Поздняков                                                               | Жюльен Пийе                                                                   | Михай Ковалю                                                                               |
| Сабля Личное первенство     | Станислав Поздняков                                                               | Жюльен Пийе                                                                   | Луиджи Тарантино                                                                           |
| Сабля Командное первенство  | Россия · Станислав Поздняков · Алексей Фросин · Сергей Шариков · Алексей Дьяченко | Италия · Джампьеро Пасторе · Джакомо Гвиди · Альдо Монтано · Луиджи Тарантино | Германия · Деннис Бауэр · Михаэль Херм · Харальд Штер · Александр Вебер                    |

### Женщины
| Дисциплина                  | Золото                                                                       | Серебро                                                                             | Бронза                                                                       |
| --------------------------- | ---------------------------------------------------------------------------- | ----------------------------------------------------------------------------------- | ---------------------------------------------------------------------------- |
| Шпага Личное первенство     | Нам Хён Хи                                                                   | Имке Дуплитцер                                                                      | Ана Мария Брынзэ                                                             |
| Шпага Личное первенство     | Нам Хён Хи                                                                   | Имке Дуплитцер                                                                      | Бритта Хайдеман                                                              |
| Шпага Командное первенство  | Венгрия · Хайналька Тот · Адриенн Хормай · Хайналька Кирай ·                 | Эстония · Маарика Восу · Ирина Эмбрих · Ольга Алексеева · Хейди Рохи                | Китай · Ло Сяоцзюань · Ли На · Шэнь Вэйвэй · Чжун Вэйпин                     |
| Рапира Личное первенство    | Светлана Бойко                                                               | Екатерина Юшева                                                                     | Эдина Кнапек                                                                 |
| Рапира Личное первенство    | Светлана Бойко                                                               | Екатерина Юшева                                                                     | Аида Мохамед                                                                 |
| Рапира Командное первенство | Россия · Екатерина Юшева · Светлана Бойко · Ольга Лобынцева · Юлия Хакимова  | Польша · Сильвия Грухала · Малгожата Войтковяк · Анна Рыбицка · Магдалена Мрочкевич | Румыния · Лаура Бадя · Роксана Скарлат · Кристина Шталь · Река Сабо          |
| Сабля Личное первенство     | Тань Сюэ                                                                     | Елена Жемаева                                                                       | Елена Нечаева                                                                |
| Сабля Личное первенство     | Тань Сюэ                                                                     | Елена Жемаева                                                                       | Сесиль Аржоля                                                                |
| Сабля Командное первенство  | Россия · Елена Нечаева · Маргарита Жукова · Ирина Баженова · Наталья Макеева | Венгрия · Эдина Чаба · Орсойа Надь · Аннамария Надь · Габриэлла Снопек              | Азербайджан · Елена Амирова · Елена Жемаева · Анжела Волкова · Жанна Сюкаева |

## Итоги
В личном мужском турнире шпажистов победу одержал Павел Колобков: в 1/16 финала он победил соотечественника Алексея Селина, хотя в основное время счёт поединка был 10:10, и бой продолжился до первого укола. В четвертьфинале Колобков победил действовавшего чемпиона мира Паоло Миланоли, первого номера мирового рейтинга, со счётом 15:14. В полуфинале он справился с корейцем Ку Гё Доном (15:13), а в финале победил француза Фабриса Жанне с тем же счётом 15:13.
Мужская сборная России в финале командного турнира саблистов победила Италию 45:22 и не только принесла 4-ю золотую медаль чемпионата для сборной на турнире, но и в 18-й раз с 1965 года выиграла чемпионат мира, защитив завоёванный год назад во французском Ниме титул. Под руководством Олега Глазова россияне выиграли уже пять турниров подряд с учётом чемпионатов мира, Европы и Олимпиад. По ходу турнира россияне легко победили Испанию в 1/8 финала (45:26), а в четвертьфинале с большим трудом одолели Венгрию благодаря усилиям Станислава Позднякова в последнем поединке против Домонкоша Ферьянчика (45:43). В полуфинале россияне разбили сборную Германии 45:15. Эта победа стала также 6-й для Станислава Позднякова в его карьере.
Женская сборная России в командном турнире саблисток победила Венгрию 45:43 и принесла 5-ю золотую медаль на турнире. А вот в командном первенстве шпажисток россиянки не смогли защитить титул чемпионок мира в Ниме, несмотря на присутствие в составе олимпийских чемпионок Татьяны Логуновой, Карины Азнавурян и Оксаны Ермаковой. Пройдя с лёгкостью команды Кубы и Белоруссии, в полуфинале россиянки проиграли Эстонии, а в матче за 3-е место деморализованная российская команда проиграла Китаю 28:45. Эстонски завоевали серебро, уступив Венгрии со счётом 31:43, но впервые с 1995 года попав в призёры чемпионатов мира.
В женском турнире рапиристок первую с 1989 года победу одержала Россия: в финале Светлана Бойко победила Екатерину Юшеву. На пути к финалу Бойко и Юшева победили соответственно итальянок Джованну Триллини и Валентину Веццали, которые занимали первую и вторую строчки мировой классификации на момент начала чемпионата мира.